# لهووو
لهووو (به بلغاری: Lehovo) یک منطقهٔ مسکونی در بلغارستان است که در ساندانسکی واقع شده‌است.
 لهووو  ۵ نفر جمعیت دارد.